# Lago Zungarococha
La laguna Zungarococha (quechua sunkaru un pez gato sudamericano, qucha lago) es un cuerpo de agua en el Perú. Se encuentra cerca del río Nanay, al suroeste de Iquitos, distrito de San Juan Bautista, provincia de Maynas, en el departamento de Loreto. Es ideal para el esparcimiento y recreación. Su nombre proviene del pez "zungaro" y cocha o lago. El nivel sus aguas varia de acuerdo a la época. Sus aguas son oscuras.